# Une affaire d'identité
 (avril 2025).
Une affaire d'identité, aussi traduite Un cas d’identité (A Case of Identity en version originale), est l'une des cinquante-six nouvelles d'Arthur Conan Doyle mettant en scène le détective Sherlock Holmes. Elle est parue pour la première fois dans la revue britannique The Strand Magazine en septembre 1891, avant d'être regroupée avec d'autres nouvelles dans le recueil Les Aventures de Sherlock Holmes (The Adventures of Sherlock Holmes).

## Résumé
Mary Sutherland, une jeune femme de condition modeste, se présente au 221B Baker Street dans un état de grande agitation. Bien que d'origine modeste, elle jouit d'une situation financière confortable grâce à un héritage substantiel légué par un parent mais les intérêts reviennent à son beau-père et à sa mère (car elle habite chez eux) et elle gagne sa vie en tant que dactylographe. Elle sollicite l'aide de Sherlock Holmes et du docteur Watson pour retrouver son fiancé, Hosmer Angel, mystérieusement disparu le jour même de leurs noces.
Le portrait que dresse Mary de son fiancé intrigue immédiatement Holmes. Hosmer Angel se présente comme un homme discret, voire secret, dont le comportement est émaillé d'étrangetés, il porte invariablement des lunettes teintées, dissimulant son regard, il refuse catégoriquement de donner son adresse à Mary, il insiste pour que toute correspondance transite par la poste restante, ses rencontres avec Mary sont systématiquement planifiées durant les absences professionnelles de James Windibank, le beau-père désapprobateur de la jeune femme
Holmes, avec sa perspicacité habituelle, perce rapidement le mystère : Hosmer Angel et James Windibank ne sont qu'une seule et même personne. Le mobile est purement financier : en tant que beau-père, Windibank ne peut bénéficier des revenus de sa belle-fille que tant qu'elle demeure célibataire. Il a donc orchestré une machination  qui consiste à créer le personnage d'Hosmer Angel, séduire Mary, disparaître avant la cérémonie de mariage, retardant voir détruisant à jamais un potentiel départ de Mary.
Face à cette découverte, Holmes prend une décision controversée : il choisit de ne pas révéler la vérité à Mary Sutherland. Cette décision repose sur sa conviction que la jeune femme, aveuglée par ses sentiments, refuserait catégoriquement de croire en la duplicité de son fiancé. Il se contente de lui conseiller d'oublier Angel, sachant pertinemment que son conseil restera lettre morte.
Quant à Windibank, convoqué par Holmes, il ricane qu'il n'a violé aucune loi mais il doit fuir avant de recevoir une correction de la part de Sherlock Holmes. Pour Holmes, c'est un futur gibier de potence.

## Livre audio en français
- Arthur Conan Doyle, Une affaire d'identité [« A Case of Identity »], Paris, La Compagnie du savoir, coll. « Les enquêtes de Sherlock Holmes », 2011 (EAN 3760002139661, BNF 42478156)Narrateur : Cyril Deguillen ; support : 1 disque compact audio ; durée : 47 min environ ; référence éditeur : La Compagnie du savoir CDS063. Le nom du traducteur n'est pas indiqué.